# 玉山唐松草
玉山唐松草（学名：Thalictrum sessile）为毛茛科唐松草属下的一个种。